# Ermendorf

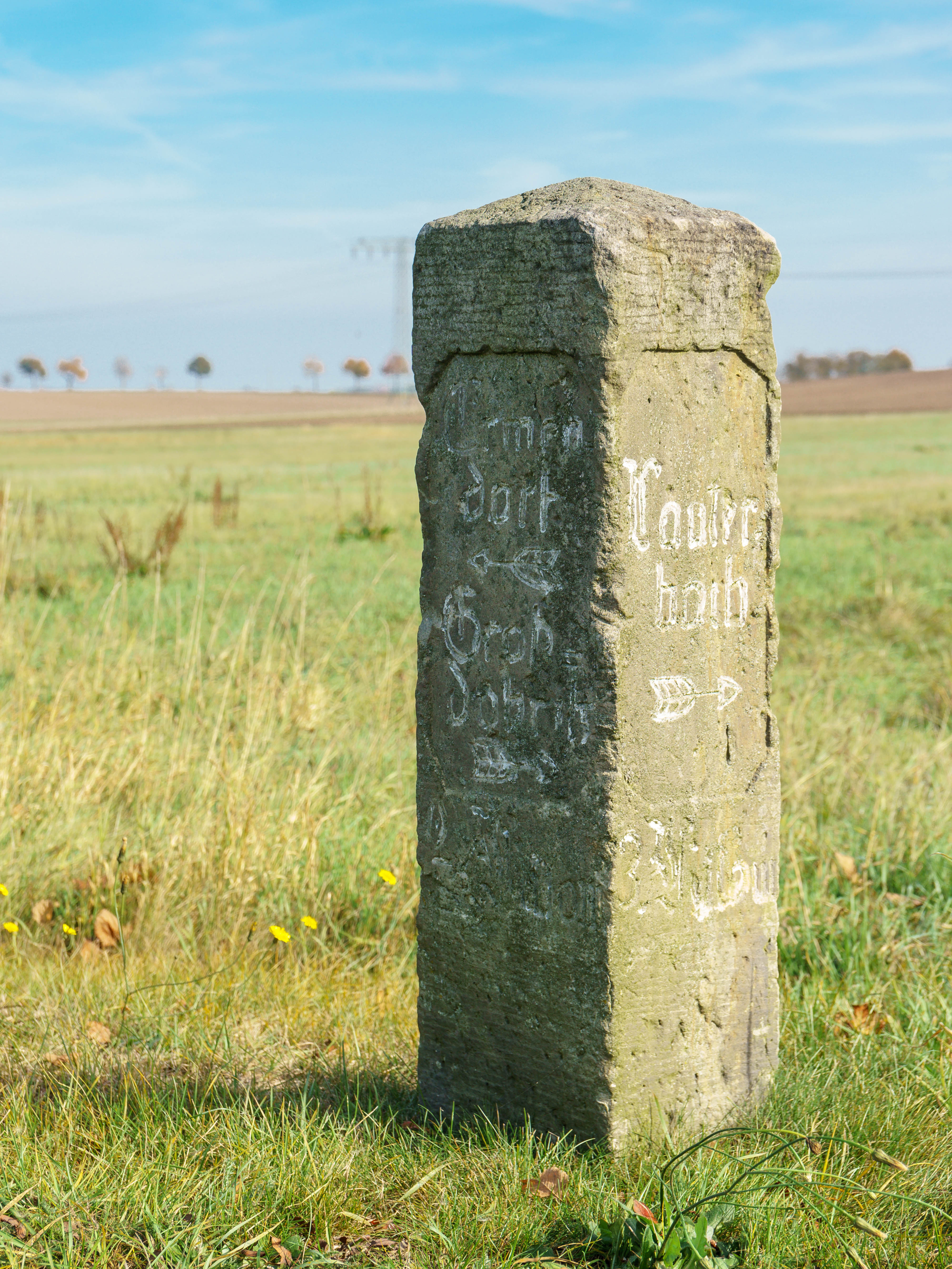
Wegestein bei Ermendorf

Ermendorf ist ein Ortsteil der Gemeinde Ebersbach im Landkreis Meißen in Sachsen. Vom 1. Juli 1950 bis zum 1. Januar 1999 war Ermendorf ein Ortsteil der damals eigenständigen Gemeinde Beiersdorf.

## Geschichte
Ermendorf wurde 1350 erstmals in den Aufzeichnungen der Amtshauptmannschaft Großenhain erwähnt.